# ヌクレオチド除去修復
ヌクレオチド除去修復（Nucleotide excision repair）は、生体に備わっているDNA修復機構の一つで、紫外線により生じるチミンダイマーや種々の化学物質によりDNA中に生じた損傷を修復する。塩基除去修復(BER)よりも大きなDNA損傷を認識し、除去・修復する。省略してNERと呼ばれる。
紫外線により導入されるDNA損傷（チミンダイマー、6−4光産物）の大多数がNERにより除去・修復され、細胞に突然変異が導入されるのを防いでいることから、NERは非常に重要な修復機構であると考えられる。NERの重要性はNERタンパク質を欠くことによって色素性乾皮症やコケイン症候群といった重篤なヒト遺伝病となることからも分かる。
塩基除去修復ではDNA中に生じた損傷塩基を損傷特異的なDNAグリコシラーゼが認識するが、NER酵素はDNAの2重らせん構造の大きな歪みを認識する。その後、損傷を含んだ短い1本鎖DNA領域をゲノムDNAから除去し、ゲノムDNAに1本鎖ギャップを形成する。生じた1本鎖ギャップはDNAポリメラーゼにより、鋳型鎖の情報をもとに合成され、最後に残ったニックがDNAリガーゼにより埋められ、修復が完結する。NERは、DNA損傷認識の違いにより全ゲノムNER(Global genomic NER)と転写と共役したNER（Transcription coupled NER,TCRとも呼ばれる）の2つのサブパスウェイに分類される。

## Uvrタンパク質
大腸菌（E.coli）におけるNERはUvrABCエンドヌクレアーゼの酵素複合体により行われる。この酵素複合体はUvrA,UvrB,UvrC,DNAヘリカーゼ（UvrDとも呼ばれる） から成っている。まずUvrA-UvrB複合体がDNAをモニターし、UvrAサブユニットが2重らせん構造の歪みを認識する。UvrA-UvrB複合体が損傷に結合すると、UvrAは解離しUvrBが損傷付近のDNA鎖間の塩基対を解離させる。
その後UvrBがUvrCをリクルートし、UvrCが損傷から5'側に8ヌクレオチド、3’側に5ヌクレオチドのところに切れ目を入れ、DNAヘリカーゼにより切れ目の間の13ヌクレオチドの1本鎖DNAが放出される。生じたギャップはDNAポリメラーゼとDNAリガーゼにより修復される。この除去修復メカニズムは、高等生物に置いても基本的には同じだが、高等生物の場合にはより多くのタンパク質が反応に関わっている。

## 全ゲノムNER
全ゲノムNERはすべてのDNA中に生じた損傷を、損傷の生じた位置に関係なく修復する。この経路はDNA中に生じた損傷を感知するために、DNA-damage binding(DDB)やXPC-Rad23B複合体を用いている。これらのセンサータンパク質は常にDNAをモニターしており、損傷が生じると、それにより出来た歪みを認識する。損傷部位を認識した後、修復タンパク質が損傷部位にリクルートされ、損傷があることを確認し、損傷を含むDNAが切断・除去される。生じたギャップはDNAポリメラーゼとDNAリガーゼにより埋められる。

## 転写と共役したNER
NERの興味深い点の一つが転写との共役である。例えば、転写を行っているRNAポリメラーゼが、DNAに歪みを生じさせるような損傷であるチミンダイマーに遭遇したとき、RNAポリメラーゼは転写を続けることが出来ずに、損傷部位で停止する。そしてNERタンパク質をリクルートする。これには2つの重要な効果がある。まずRNAポリメラーゼ自身がDNA損傷を認識するためのセンサーになり、また活発に転写されているような遺伝子は、他の転写されていない遺伝子よりも、より正確に修復されなければならないという点である。RNAポリメラーゼが転写中に長い時間停止したまま存在すると、細胞周期の停止やアポトーシスなどにつながることから、この転写と共役したNERは特に重要な修復機構であると考えられる。